# Neoantistea riparia
Espèce
Synonymes
- Hahnia riparia Keyserling, 1887
- Neoantistea barrowsi Gertsch, 1934

Neoantistea riparia est une espèce d'araignées aranéomorphes de la famille des Hahniidae.

## Distribution
Cette espèce est endémique des États-Unis. Elle se rencontre en Floride, en Géorgie, en Caroline du Sud, en Caroline du Nord, au Maryland, en Pennsylvanie, au Kentucky, en Arkansas, au Missouri et au Kansas.

## Description
Neoantistea riparia mesure de 3,66 à 4,57 mm.

## Publication originale
- Keyserling, 1887 : Neue Spinnen aus America. VII. Verhandlungen der kaiserlich-königlichen zoologisch-botanischen Gesellschaft in Wien, vol. 37, p. 421-490 (texte intégral).